# Full Play
Full Play es una empresa argentina de marketing deportivo, que posee y distribuye los derechos de televisión de diferentes eventos deportivos. Fue fundada en 1998 por Hugo Jinkis y su hijo Mariano Jinkis.
Comercializa los derechos de los torneos de la Conmebol y algunas federaciones de fútbol de Sudamérica y Concacaf.

## Caso de Corrupción de la FIFA
En 2015 se vio implicada en el caso de corrupción en la FIFA. Es acusada por lavado de dinero, pago de sobornos y otros casos de corrupción.
El 18 de junio, hasta ese entonces los propietarios de la empresa Hugo Jinkis y Mariano Jinkis fueron detenidos en Buenos Aires, a la espera de la extradición hacia los Estados Unidos.
Luego del escándalo, Hugo y Mariano Jinkis renunciaron al directorio de la empresa. Desde ese momento se comenzó con un proceso de renovación en la misma.
Finalmente el 18 de octubre de 2016, el juez federal Claudio Bonadío rechazo el pedido de extradición.
En enero de 2017, debido a los problemas judiciales que afectaron a la empresa, los canales chilenos Canal 13 y CDF no pudieron transmitir el Campeonato Sudamericano Sub-17 y Sub-20.